# Panturichthys
Panturichthys is een geslacht van straalvinnige vissen uit de familie van modderalen (Heterenchelyidae).

## Soorten
- Panturichthys fowleri (Ben-Tuvia, 1953)
- Panturichthys isognathus Poll, 1953
- Panturichthys longus (Ehrenbaum, 1915)
- Panturichthys mauritanicus Pellegrin, 1913